# Черник
 Тази статия е за селото Североизточна България.  За средновековния град вижте Черник (град).  
Черник е село в Североизточна България. То се намира в община Дулово, област Силистра. Жителите му са главно турци къзълбаши.

## География
Село Черник се намира на 43 км от град Силистра, на 2 км от град Дулово и на 35,2 км от град Главиница.
Селото се намира на 400 км от столицата София и на 174 км от град Букурещ.
Селото се намира на територията на историко-географската област Южна Добруджа.
Климатът е умереноконтинентален с много студена зима и горещо лято. Районът е широко отворен на север и на североизток. През зимните месеци духат силни, студени североизточни ветрове, които предизвикват снегонавявания. През лятото често явление е появата на силни сухи ветрове, които пораждат ерозия на почвата. Преобладаващата надморска височина е от 210 до 232 м. Почвите са плодородни – черноземи. Отглежда се главно пшеница, царевица и слънчоглед.

## История
Старото име на селото е било Каралар (Caralar). От 1913 до 1940 година, село Черник попада в границите на Румъния, която тогава окупира Южна Добруджа. По силата на Крайовската спогодба село Черник е върнато на България през 1940 г.

## Културни и природни забележителности
Тюрбе на Пати
Тюрбето на Пати е построено през 1994 година. Сградата е правоъгълна с размери 6 x 11 m. В нея се намират гробовете на Пати Салих (1902-1970) и други двама местни жители, смятани за чудотворци и почитани от алевиите в селото.

## Редовни събития
6 май е официалният празник на селото който е съпроводен с много и различни събития – от конни състезания и срещи от борба свободен стил до концерти и танци на открито.